# Colomba (Guatemala)
Pour les articles homonymes, voir Colomba.
Colomba est une ville du Guatemala située dans le département de Quetzaltenango.